# Емеренција
Емеренција (мађ. Emerencia), је женско име које се користи у мађарском језику, латинског (лат. Emerencia) је порекла и има значење: материјално богата.

## Варијације
-

## Имендан
- 23. јануар.